# Donny van de Beek
Donny van de Beek (født 18. april 1997) er en hollandsk professionel fodboldspiller, som spiller for La Liga-klubben Girona.

## Klubkarriere

### Ajax
Van de Beek havde været del af Ajax' ungdomshold siden 2008, og fik i januar 2015 sin debut for deres reserveholdet Jong Ajax. Han fik i november 2015 sin førsteholdsdebut, da han blev skiftet ind i en Europa League-kamp. Hans første mål kom en måned senere, også i Europa League.
Van de Beek fik flere chancer på førsteholdet, og havde ved udgangen af 2015-16 sæsonen cementeret sig som en vigtig del af førsteholdet. Han fortsatte som fast mand over det næste to sæsoner, især efter at Ajax havde solgt Davy Klaassen til Everton i 2017.
2018-19 sæsonen blev en stor en for van de Beek og Ajax. Han spillede næsten alle kampe, da Ajax vandt deres første mesterskab i 5 år, og nåede hele vejen til Champions League semi-finalen.

### Manchester United
Van de Beek skiftede til Manchester United i september 2020. Han valgte her at spille med nummer 34 som en hyldest til hans tidligere holdkammerat Abdelhak Nouri, som i 2017 havde kollapset under en venskabskamp, og havde fået hjerneskade efter at have været i et koma.

#### Lejeaftaler
Efter at van de Beek ikke havde etableret sig på Uniteds førsteholdet, så blev han i januar 2022 udlånt til Everton i søgen om mere spilletid.
Van de Beek blev i januar 2024 igen udlejet, denne gang til tyske Eintracht Frankfurt.

### Girona
Van de Beek skiftede i juli 2024 til spanske Girona på en fast aftale.

## Landsholdskarriere

### Ungdomslandshold
Van de Beek har repræsenteret Holland på flere ungdomsniveau.

### Seniorlandshold
Van de Beek fik debut for Hollands landshold den 14. november 2017, i en venskabskamp imod Rumænien. Han scorede sit første mål den 14. oktober 2020 imod Italien.
Han var oprindeligt blevet udtaget til Hollands trup til EM 2020, men blev tvunget til at trække sig på grund af en skade.

## Titler
Ajax
- Eredivisie: 1 (2018-19)
- KNVB Cup: 1 (2018-19)
- Johan Cruijff Schaal: 1 (2019)